# برملانوتید
برملانوتید(به انگلیسی: Bremelanotide) که با نام تجاری وایلیسی به فروش میرسد، دارویی برای درمان تمایل کم جنسی در زنان است. این دارو با تزریق زیرپوستی به ران یا شکم تجویز می‌شود.
این دارو یک پپتید است و به عنوان آگونیست گیرنده‌های ملانوکورتین عمل می‌کند.
سازمان غذا و داروی آمریکا (FDA) این دارو را در ژوئن سال ۲۰۱۹ تأیید کرد. پیش‌بینی می‌شود آغاز فروش این دارو در سپتامبر سال ۲۰۱۹ با قیمت ۸۹۹ دلار باشد.

## کاربردهای پزشکی
برملانوتید برای درمان اختلال کم میلی جنسی (HSDD) بکاربرده می‌شود.

## موارد منع مصرف
به دلیل اثرات آن بر فشار خون (عموماً افزایش موقتی فشار خون سیستولیک به میزان ۶ میلی‌متر جیوه و فشار خون دیاستولیک به میزان ۳ میلی‌متر جیوه)، برملانوتید در افرادی که فشار خون بالا کنترل نشده یا بیماری قلبی-عروقی دارند، منع مصرف دارد. تا زمانی که برملانوتید بیش از یک بار در روز استفاده نشود ، انتظار نمی‌رود که فشار خون تشدید شود.

## عوارض جانبی
بیشترین عارضه جانبی برملانوتید حالت تهوع (۴۰٫۰٪) است، که برای برخی تحمل ناپذیر باشد. استفاده از داروهای ضد تهوع (مثلاً اوندانسترون) پیش از تجویز برملانوتید ممکن است به کاهش حالت تهوع یاری کند. عوارض جانبی دیگر ممکن است شامل گرگرفتگی (۳/۲۰ درصد)، واکنش در محل تزریق (۱۳٫۲ درصد)، سردرد (۱۱٫۳ درصد)، استفراغ (۴٫۸ درصد)، سرفه (۳٫۳ درصد)، خستگی (۳٫۲ درصد)، گرگرفتگی (۲٫۷ درصد)، خواب رفتگی (۲٫۶٪)، سرگیجه (۲٫۲٪) و احتقان بینی (2.1%). تغییر رنگ پوست، به‌طور خاص هیپرپیگمانتاسیون، ممکن است رخ دهد، به خصوص اگر bremelanotide است بیش از ۸ بار در یک ماه استفاده می‌شود. تغییر رنگ ممکن است با متوقف کردن استفاده از برملانوتید برطرف نشود و ممکن است روی صورت، لثه‌ها یا سینه‌ها ایجاد شود. آزمایش در حیوانات، حتی در دوزهای بالا ، نتیجه منفی برملانوتید بر باروری پیدا نکردند.

## فعل و انفعالات
برملانوتید بر خلاف فلیبانسرین (که تعامل آن با الکل مانع اصلی در استفاده از آن است) به‌طور معنی داری با الکل در تعامل نیست. با این حال، برملانوتید با داروهای خاصی که از طریق دهان مصرف می‌شود، تداخل دارد.چنین پنداشته می شود با کند شدن حرکت معده، برملانوتید سبب کاهش جذب دهانی (دستیابی به فراهمی زیستی) برخی از داروهای خاص مانند نالترکسون و ایندومتاسین می‌شود.

## داروسازی

### داروپویاشناسی
برملانوتید آگونیست غیر انتخابی از گیرنده‌های ملانوکورتین، MC1 تا MC5 (به استثنای 2MC ، گیرنده آدرنوکورتیکوتروپین است، اما در درجه اول به عنوان آگونیست گیرنده MC3 و MC4 عمل می‌کند.

### هنایش دارویی
فراهمی زیستی قابل دسترسی برملانوتید با تزریق زیر جلدی تقریباً ۱۰۰٪ است. به دنبال تزریق زیر جلدی برملانوتید، حداکثر میزان پس از حدود یک ساعت رخ می‌دهد، با دامنه ۰٫۵ تا ۱٫۰ ساعت. اتصال پروتئین پلاسمائی برملانوتید ۲۱٪ است. برملانوتید از طریق هیدرولیز پیوندهای پپتیدی آن متابولیزه می شود. نیمه عمر حذف برملانوتید ۲٫۷ است ساعت، با دامنه ۱٫۹ تا ۴٫۰ ساعت. ۶۴٫۸ درصد دفع در ادرار و ۲۲٫۸ درصد در مدفوع است.

## فعالیت شیمیایی
برملانوتید یک آنالوگ حلقوی هکتپپپتید لاکتام حلقوی هورمون تحریک کننده α-ملانوسیت (α-MSH) است. این توالی اسید آمینه Ac-Nle- cyclo [Asp-His- D -Phe-Arg-Trp-Lys] -OH , و به عنوان cyclo نیز شناخته می‌شود - [Nle 4 ، Asp 5 ، D -Phe 7 ، Lys 10] α-MSH- (4-10). برملانوتید یک متابولیت فعال ملانوتان II است که فاقد گروه آمید پایانه-C است.
گذشته از ملانوتان II و هورمونهای تحریک کننده ملانوسیت درون زا مانند α-MSH، سایر آنالوگ‌های پپتیدی همان خانواده به عنوان برملانوتید شامل afamelanotide (NDP-α-MSH)، مودیملانوتید، و setmelanotide است.